# أمونغ ذا سليب

صورة من شاشة اللعبة لنظام ستيم

أمونغ ذا سليب (بالإنجليزية: Among the Sleep)‏، هي لعبة فيديو من نوع رعب البقاء، أصدرت للمرة الأولى للعبة التجريبية سنة 2011م، وصدرت خلال الصيف عام 2014 م. تم إضافة اللغة العربية إليها بعد إصدارها رقم 2.0.1 بتاريخ 7 يونيو 2016م في متجر ستيم الإلكتروني.

## قصة
تبدأ قصة لعبة الديمو حول الطفل الذي فاجأه بنفسه تحويلا لبطل خارق داخل غرفة نومه، وفي أجواء المنزل الغريب حيث يبحث عن أمه فلم يجده، وأخذ يبحث عن شيء في مغامرة عالم الطفولة.

## وصلات خارجية
- Official Among the Sleep website
- Official Krillbite Studio website
- Among the Sleep - Gameplay Teaser على يوتيوب